# IC 1050
IC 1050 ist eine Spiralgalaxie vom Hubble-Typ Sb im Sternbild Bärenhüter am Nordsternhimmel. Sie ist rund 432 Millionen Lichtjahre von der Milchstraße entfernt.
Das Objekt wurde am 23. Juni 1892  von Stéphane Javelle entdeckt.